# Paulo Mandlate
Paulo Mandlate (ur. 4 lutego 1934 w Macupalane-Manjacaze, zm. 21 sierpnia 2019) – mozambicki duchowny rzymskokatolicki, w latach 1976-2009 biskup Tete.

## Życiorys
Święcenia kapłańskie przyjął 6 stycznia 1968. 31 maja 1976 został prekonizowany biskupem Tete. Sakrę biskupią otrzymał 26 września 1976. 18 kwietnia 2009 przeszedł na emeryturę.